# Military Accessions Vital to National Interest
Military Accessions Vital to the National Interest (MAVNI) — це програма найму на військову службу в військових силах США для іноземців без Грін Карти та громадянства США. Програма реалізувалась Міністерством оборони Сполучених Штатів. Ця програма була розроблена для іноземців легально перебуваючих на території США і законних постійних мешканців США) з військовими навичками Найму підлягали також медичні працівники та носії мов, потрібних військовим силам США на момент військових дій. Наприклад, носії мов пушту і фарсі були зараховані у зв'язку з війною в Афганістані Рядові військовослужбовці  завербовані за цією програмою мають право отримати громадянство США після завершення базової військової підготовки.

## Історія
MAVNI очолила імміграційний адвокат Маргарет Сток, колишній офіцер запасу армії США та професор Вест-Пойнта. Програма була запущена в 2008 році під час адміністрації Джорджа Буша, як однорічна пілотна програма з обмеженням у 1000 новобранців. Програму призупинено після стрілянини у Форт-Гуді у 2009 році та перегляду процедури перевірки новобранців, а у 2012 році її перезапустили з покращеною процедурою перевірки. У жовтні 2014 року люди, які належать до категорії відкладених дій щодо прибуття дітей (DACA), отримали право на участь у програмі MAVNI. У грудні 2014 року програму було продовжено до 2016 року з набором до 5000 новобранців. Прийом здійснювався на активну службу і резервну, але не в Національну гвардію.
З грудня 2016 року програма MAVNI закрита і перебуває на перегляді, оскільки адміністрація Трампа не проявила ентузіазму. Кілька судових позовів відбулися через нібито спроби Міністерства Оборони тиснути на  військовослужбовців MAVNI, включаючи пряме звільнення 40 членів у липні 2018 року за те, що вони не пройшли повторні перевірки. Критерії нових перевірок було розкритиковано через те, що проживання батьків військовослужбовців в іншій країні прирівнювало останніх до іноземних агентів. Більш м’які методи включали «адміністративне звільнення», тобто просто не відправляли солдатів на необхідну підготовку або укладали з ними нові контракти. Сам процес звільнення членів MAVNI було призупинено 20 липня 2018 року, через місяць. Відповідний судовий спір завершився в лютому 2019 року окружним суддею США Томасом Зіллі із Західного округу Вашингтона, який наказав Міністерству оборони припинити нерівне ставлення до солдатів у програмі, наприклад, примушуючи їх піддаватися «безперервному моніторингу» перевірки минулого без важливих підстав. Раптове призупинення MAVNI залишило понад 4000 новобранців-іммігрантів у стані очікування. Станом на 2020 рік багато новобранців MAVNI все ще чекають у стані очікування.

## Вплив
Програма MAVNI була успішна у вербуванні. Так, по програмі були прийняті Хасіб Мохаммед, найкращий солдат армії США за 2022 рік; Августус Майо, переможець марафону морської піхоти 2012 року; Пол Челімо, срібний призер Олімпійських ігор 2016 року на дистанції 5000 метрів та багато інших. Новобранці армії MAVNI продовжують більше контракти, ніж інші новобранці , і більшість з них мають вищу освіту, ніж інші новобранці. Близько 30% новобранців MAVNI були направлені до підрозділів спеціальних операцій через їхні мовні здібності, що полегшило операції на неангломовних територіях. Декілька новобранців MAVNI написали про свій досвід у програмі.
Після призупиненням MAVNI Міністерство оборони США послабило свої вимоги до потенційних місцевих громадян, намагаючись завербувати більше місцевих, наприклад дозволивши прийом людей із кримінальним минулим або історією незаконного вживання наркотиків.